# Erma reka
Erma reka (bulgariska: Ерма река) är ett distrikt i Bulgarien.   Det ligger i kommunen Obsjina Zlatograd och regionen Smoljan, i den södra delen av landet, 200 km sydost om huvudstaden Sofia.
I omgivningarna runt Erma reka växer i huvudsak blandskog. Runt Erma reka är det ganska glesbefolkat, med 42 invånare per kvadratkilometer.